# Haaren
Haaren – miasto i gmina w prowincji Brabancja Północna w Holandii. W 2014 roku liczyła 13 578 mieszkańców. Przechodzi przez nią autostrada A2 oraz droga prowincjonalna N65. 
Gmina składa się z Haaren (5430 mieszk.), Helvoirt (4620), Esch (2180) oraz Biezenmortel (1420).